# Teungku-seuneurahbuleuen
Teungku-seuneurahbuleuen är ett berg i Indonesien.   Det ligger i provinsen Aceh, i den västra delen av landet, 1 800 km nordväst om huvudstaden Jakarta. Toppen på Teungku-seuneurahbuleuen är 433 meter över havet.
Terrängen runt Teungku-seuneurahbuleuen är huvudsakligen kuperad, men åt nordväst är den platt.Runt Teungku-seuneurahbuleuen är det ganska glesbefolkat, med 30 invånare per kvadratkilometer. I omgivningarna runt Teungku-seuneurahbuleuen växer i huvudsak städsegrön lövskog.